# Benito Ansola
Benito Ansola Erkiaga (Lequeitio, Vizcaya, 1 de agosto de 1928) es sacerdote y cineasta español. 

## Biografía
Benito Ansola Erkiaga, también conocido como  Don Benito, nació en la calle Atxabal de Lequeitio el 13 de agosto de 1928, casualmente en la misma fecha que nació el cineasta Alfred Hitchcock; eran ocho hermanos y hermanas en la familia. En su infancia, a consecuencia de la Guerra Civil, tuvieron que desplazarse a Bilbao en la primavera de 1937: con lo que tenían puesto tomaron un barco y se dirigieron a la capital de Vizcaya en busca de protección.

#### La vida de Bilbao y su afición al cine
En el libro arriba mencionado, se recogen las palabras que Don Benito dijo a la escritora Miren Agur Meabe: "en Bilbao tuvimos que andar de casa en casa. No sé dónde nos bajamos del barco, pero fue despertar y ver el cine Ideal". Y es que en esa ciudad estaban las salas de cine que dejaron impresionado al joven Benito.
Tras la llegada de las tropas del general Franco a la capital, metieron a su padre en la cárcel; y el hijo sola ir a llevarle la comida, pasando por el Salón Vizcaya, Ideal Cinema, Coliseo Albia, Campos Elíseos... así como los carteles de las películas que se proyectaban.
En su juventud a menudo visitó todos esos cines y as como el Olimpia, el Gran Vía, el Cinema Trueba, el Gayarre, el cine Buenos Aires, el Actualidades... En opinión de Benito  "su afición al cine surgió allí mismo".

#### Estudios
Con 13 años se fue a estudiar al Seminario de Vergara: como en casa solo hablaban euskera, todavía no dominaba el idioma español, lengua en la que debía realizar todos sus estudios. 
Desde allí se fue a Vitoria a continuar sus estudios: 3 años la filosofía, 5 años humanidades y 4 años teología; durante su carrera también aprendió latín y música.

#### Sacerdote
En el año 1953 se ordenó sacerdote en la catedral de Santiago en Bilbao,cuando tenía solo 24 años; al día siguiente, San Pedro, celebró su primera misa en la bilbaína iglesia de San Antón, cuando Don Casimiro Morcillo era obispo de esa diócesis vasca. Don Benito siempre ha confesado que su trabajo y vocación fundamental es la de ser pastor, y el ser cinéfilo es su afición.
Su primer destino fue en la comarca de Lea-Artibai en la parroquia de Echevarría. Año y medio más tarde le trasladaron a Markina-Xemein a un barrio denominado Barinaga. Allí  conoció José María Arizmendiarrieta el sacerdote fundador de las cooperativas vascas, que tendrá gran influencia en su vida.
Mientras estaba de cura en Barinaga, dio clases den la Escuela laboral de Markina, y gracias a su afición al cine, empezó a dar clases de cine, siendo un pionero de esta materia. Igualmente realizaban sesiones de cineclub en distintos pueblos de los alrededores. En esto también se puede afirmar que fue un verdadero pionero.
Durante su ejercício de profesor en la escuela de Formación profesional, viajó a Madrid para estudiar psicopedagogía durante un año.

#### Vuelta a los orígenes
En el año 1977 le destinaron a Lequeitio, su pueblo natal, donde fue párroco durante 24 años.  Su madre solía decirle que "salimos cuando quitaron la ikurriña, y volviste cuando la legalizaron de nuevo".
Siendo un cinéfilo empedernido, impulsó la creación de un certamen de cine en euskera en su pueblo, con amistades y exalumnos suyos. Comenzaron la denominada "Euskal Zinema eta Bideo Bilera" en el año 1978, haciéndolo durante los 30 años siguientes; actualmente es el ayuntamiento local quien ha hecho suya la iniciativa. 
En el año 2017 se celebraron los 40 años del certamen.
Benito también dirigió el cine-club de Markina, así como el de otras localidades del entorno.
En el año 2005, le concedieron el premio Amalur en el Festival de cine de San Sebastián.
En el año 2010, la Federación de las Asociaciones por el Euskera Topagunea, para fomentar la creación cinematográfica en Euskera, creó una beca que lleva su nombre.
El 30 de octubre de 2015 la Diócesis de Bilbao le concedió la Mención Honorífica “Carmelo Etxenaguasia” por la aportación en el campo de la cultura y la fe, y con ello el premio Pro Ecclesia et Pro Pontifice.

## Filmografía

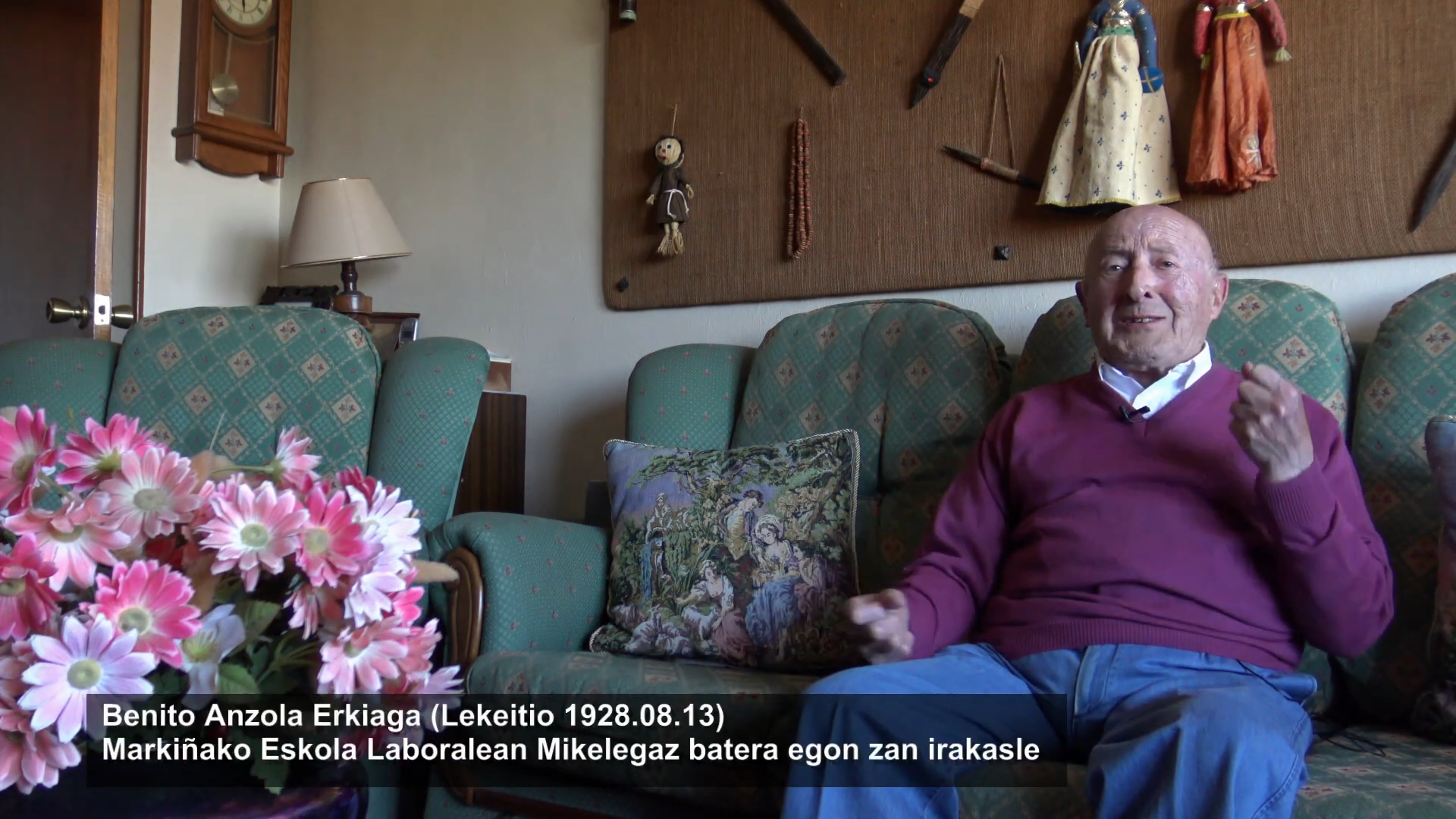
Benito Ansola en 2019

Ansola ha realizado y producido varias películas en euskera, tanto corto-documentales como obras de ficción:
- Medexa-Lekeitioko goitiberak (1978) 15'[7]
- Beranduegi (Demasiado tarde) (1979)
- Asarre eguna (Dies Irae) (1980)
- Kaskiñak eta kaskidunak (1982) 13'[8]
- El retablo del siglo XV (documental), (1983)
- Uste bako historioa (historia sin opinión) (1984)[9]
- Sorgin Etxea (La casa de las brujas) (1985)[10]
- Itsas ontzigintza (documental sobre la construcción artesanal de embarcaciones) (1986) 20'[11]
- Indar Komandoa (Comando de Fuerza) (1986) 25'[12]
- Bakardadea (La soledad)(1987)
- Ostirala 13 (Viernes 13) (1990)
- Biak bat (dos en uno) (1994)
- Biak bat II (dos en uno II) (1995)
- Bakearen Guda (La guerra de la paz) (1999) 27'[13]
- Aittitta Makurra (El abuelo encorvado) (2022) 27'[14]

También tuvo un pequeño papel secundario, en el año 1983, en la película de Imanol Uribe rodada en su localidad costera natal La muerte de Mikel.
En el documental sobre Mikel Zarate estrenado en la edición de Zinebi nº 62 celebrada en el 2020, titulado Bihotz Zabaleko Ameslaria, Ansola fue un informante destacado, que conoció a Zarate en sus primeros años como sacerdote, cuando ambos daban clases en la escuela de formación profesional de Markina.
En el año 2022, en la edición 63 de Zinebi Festival Internacional de Cine Documental y Cortometraje de Bilbao se estrenó El Tesoro de Benito: semblanza de Benito Ansola "una especie de clase magistral sobre el impulsor del cine en euskera y fundador de la Euskal Zine Bilera de Lekeitio. Benito Ansola cuenta a J. J. Bakedano los secretos de sus producciones más importantes"  
Como broche a su trayectoria detrás de las cámaras presentó su último trabajo en Euskal Zine Bilera, una visión personal de la leyenda de Aittitta Makurra de Lequeitio.